# Раймон-Арно (виконт Тартаса)
Раймон-Арно (Raimond Arnaud) (ум. между 1248 и 1252) — виконт Тартаса и Дакса, сеньор Микса и Остабаре.
Вся информация — из книги Жана де Жургена «La Vasconie : étude historique et critique sur les origines du royaume de Navarre, du duché de Gascogne, des comtés de Comminges, d’Aragon, de Foix, de Bigorre, d’Alava & de Biscaye, de la vicomté de Béarn et des grands fiefs du duché de Gascogne».
Сын Арно-Раймона II (ум. 1239), виконта Тартаса, и его жены Наварры (ум. 1210), виконтессы Дакса.
Наследовал отцу после 1210 года, когда тот принял священнический сан. Однако вероятно, что Арно-Раймон II оставался фактическим правителем виконтств и сеньорий.
22 ноября 1247 года Раймон-Арно принёс оммаж королю Наварры Тибо I за замок Вильнёв и сеньории Микс и Остабаре и поклялся служить ему против всех. В случае, если Тибо окажется в состоянии войны с королём Англии — сюзереном виконтства Тартас (как герцог Гаскони), то сам Раймон-Арно будет служить Армии, но выделит человека вместо себя, который в Миксе и Остабаре соберёт отряд для войска Наварры.
Раймон-Арно последний раз упоминается в документе, датированном 7 сентября 1248 года.
Имя и происхождение не выяснены. Дети:
- Пьер де Дакс (ум. 1272/75), виконт Тартаса, сеньор Микса и Остабаре.
- Раймон-Робер III (ум. 1294), виконт Тартаса, сеньор Микса и Остабаре после смерти племянника - Жана де Дакса.
- Раймон-Арно де Тартас.
- Клармонда де Тартас, жена Гальяра де Соле, купца из Бордо.